# Кабиате
Кабиа̀те (на италиански: Cabiate; на ломбардски: Cabiàa, Кабиаа) е градче и община в Северна Италия, провинция Комо, регион Ломбардия. Разположено е на 237 m надморска височина. Населението на общината е 7503 души (към 2017 г.).